# Hangul
Hangul (한글; RR: Han(-)geul; MR: Han'gŭl), in Noord-Korea Chosŏn'gŭl genoemd (조선글; RR: Joseon(-)geul; MR: Chosŏn'gŭl), is het schrift dat gebruikt wordt om Koreaans te schrijven. In tegenstelling tot het Chinese schrift, is Hangul fonetisch. Het bestaat uit 10 klinkers en 14 medeklinkers die als lettergrepen in een soort vierkantje worden gegroepeerd. Onder leiding van de Koreaanse koning Sejong de Grote (1397–1450) kwam het in 1443 of januari 1444 tot stand en het werd in 1446 voor het eerst gepubliceerd in de Hunmin Jeongeum.
In Zuid-Korea viert men op 9 oktober 'Hangul-dag', sinds 2006 een officiële nationale feestdag. In Noord-Korea viert men het feest op 15 januari.

## Geschiedenis

### Ontstaan
Koreanen schreven voornamelijk in het Klassiek Chinees naast inheemse fonetische schrijfsystemen die honderden jaren ouder waren dan Hangul, waaronder het Idu-schrift, Hyangchal, Gugyeol en Gakpil. Veel Koreanen uit de lagere klassen waren echter analfabeet vanwege fundamentele verschillen tussen de Koreaanse en Chinese talen en het grote aantal Chinese tekens. Om de geletterdheid onder het gewone volk te bevorderen, creëerde en kondigde de vierde koning van de Joseondynastie, Sejong de Grote, persoonlijk een nieuw alfabet af. Hoewel algemeen wordt aangenomen dat koning Sejong de Hal der Waardigen opdracht gaf om Hangul uit te vinden, benadrukken documenten uit die tijd zoals de Annalen van de Joseondynastie en Jeong In-ji's voorwoord bij de Hunminjeongeum Haerye dat hij het zelf heeft uitgevonden.
Het Koreaanse alfabet is zo ontworpen dat laaggeschoolden kunnen leren lezen en schrijven. Een populair gezegde over het alfabet is: "Een wijs man kan de letters leren voordat de ochtend voorbij is; zelfs een domme man kan ze in tien dagen leren."

Een pagina uit de Hunminjeong'eum Eonhae. De kolom met alleen Hangul, derde van links (나랏말ᄊᆞ미), heeft toonhoogte-accent diakritische tekens links van de lettergreepblokken.

Het project werd eind december 1443 of januari 1444 voltooid en in 1446 beschreven in een document met de titel Hunminjeong'eum (De Juiste Klanken voor Onderwijs van het Volk), waarnaar het alfabet oorspronkelijk werd vernoemd. De publicatiedatum van de Hunminjeongeum, 9 oktober, werd Hangul-dag in Zuid-Korea. Het Noord-Koreaanse equivalent, Chosŏn'gŭl-dag, is op 15 januari.
Een ander document gepubliceerd in 1446 en getiteld Hunminjeong'eum Haerye ("Hunminjeong'eum uitleg en voorbeelden") werd ontdekt in 1940. Dit document legt uit dat het ontwerp van de medeklinkerletters is gebaseerd op articulatorische fonetiek en het ontwerp van de klinkerletters is gebaseerd op de principes van yin en yang en klinkerharmonie.

### Weerstand
Het Koreaanse alfabet kreeg in de jaren 1440 tegenstand van de literaire elite, waaronder Choe Manri en andere Koreaans confucianistische geleerden. Ze geloofden dat Hanja het enige legitieme schrift was en zagen de circulatie van het Koreaanse alfabet ook als een bedreiging voor hun status. Het Koreaanse alfabet raakte echter bekend onder het gewone volk zoals koning Sejong het bedoeld had, vooral gebruikt door vrouwen en schrijvers van populaire fictie.
Koning Yeonsangun verbood de studie en publicatie van het Koreaanse alfabet in 1504, na de publicatie van een document dat de koning bekritiseerde. Evenzo schafte koning Jungjong in 1506 het ministerie van Eonmun af, een overheidsinstelling die zich bezighield met onderzoek naar Hangul.

### Heropleving
De late 16e eeuw zag echter een heropleving van het Koreaanse alfabet toen gasa en sijo poëzie bloeiden. In de 17e eeuw werden romans in het Koreaanse alfabet een belangrijk genre. Het gebruik van het Koreaanse alfabet verliep echter al zo lang zonder orthografische standaardisatie dat de spelling nogal onregelmatig was geworden.

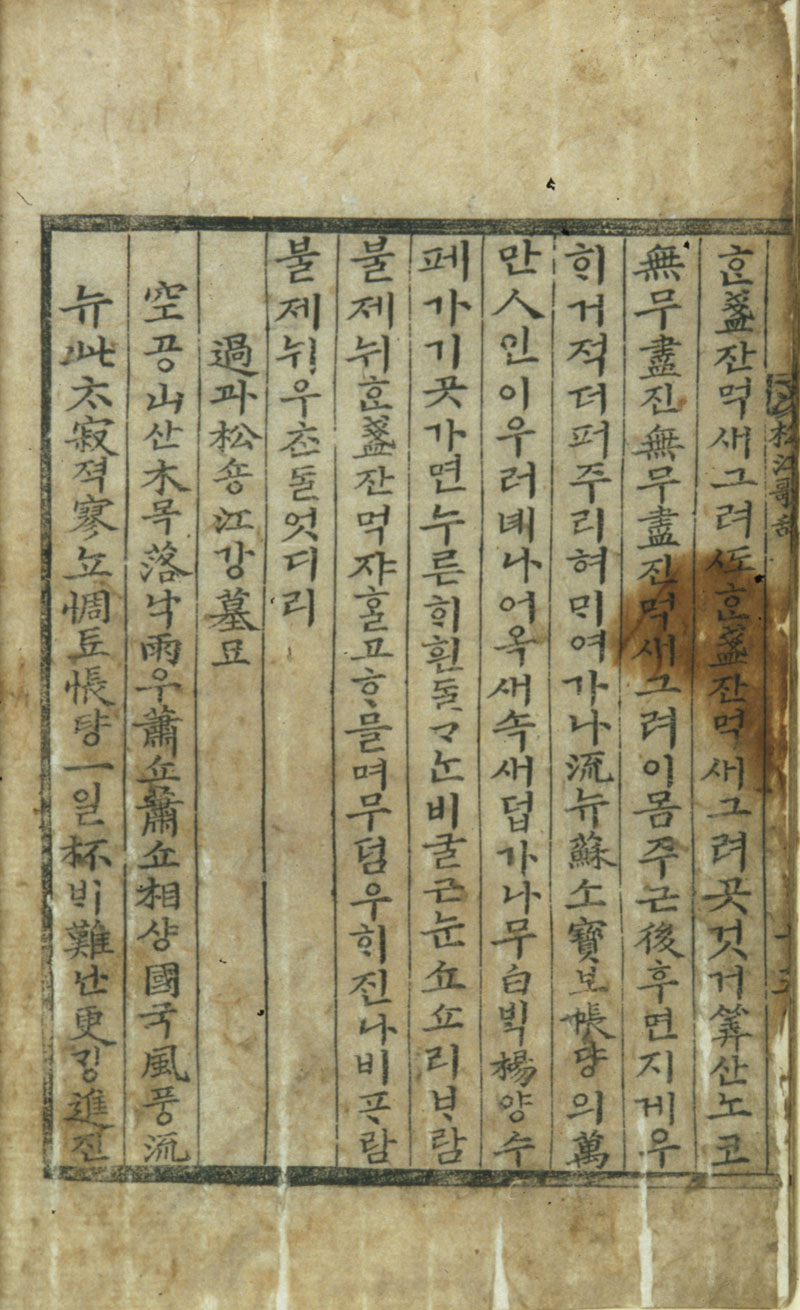
Songangasa, een verzameling gedichten van Jeong Cheol, gedrukt in 1768.

In 1796 bracht de Nederlandse geleerde Isaac Titsingh als eerste een boek in het Koreaans naar de westerse wereld. Zijn boekencollectie bevatte het Japanse boek Sangoku Tsūran Zusetsu (Een Geïllustreerde Beschrijving van de Drie Landen) van Hayashi Shihei. Dit boek, dat in 1785 werd gepubliceerd, beschreef het Joseon-koninkrijk en het Koreaanse alfabet.
Dankzij het groeiende Koreaanse nationalisme, de druk van de Gabo-hervormers en de promotie van het Koreaanse alfabet in scholen en literatuur door westerse missionarissen, werd het Koreaanse Hangul-alfabet in 1894 voor het eerst in officiële documenten gebruikt. In 1895 begonnen basisschoolteksten met het gebruik van het Koreaanse alfabet en Tongnip Sinmun, opgericht in 1896, was de eerste krant die zowel in het Koreaans als in het Engels werd gedrukt.

### Hervormingen en verbod onder Japanse heerschappij
Na de Japanse annexatie, die plaatsvond in 1910, werd het Japans de officiële taal van Korea. Het Koreaanse alfabet werd echter nog steeds onderwezen in door Koreanen opgerichte scholen die na de annexatie waren gebouwd. Het Koreaans werd geschreven in een gemengd Hanja-Hangul-schrift, waarbij de meeste lexicale wortels in het Hanja werden geschreven en de grammaticale uitingen in het Koreaanse alfabet, wat lijkt op de schrijfwijze van het Japans en deze misschien imiteerde. Japan verbood pre-koloniale Koreaanse literatuur in het openbaar onderwijs, dat verplicht werd voor kinderen.
De spelling van het Koreaanse alfabet werd gedeeltelijk gestandaardiseerd in 1912, toen de klinker arae'a (ㆍ) - die nu uit het Koreaans is verdwenen - werd beperkt tot Sino-Koreaanse wortels: de emfatische medeklinkers werden gestandaardiseerd tot ㅺ, ㅼ, ㅽ, ㅆ, ㅾ en eindmedeklinkers werden beperkt tot ㄱ, ㄴ, ㄹ, ㅁ, ㅂ, ㅅ, ㅇ, ㄺ, ㄻ, ㄼ. Lange klinkers werden aangeduid door een diakritisch punt links van de Hangul-lettergreep, maar dit werd in 1921 geschrapt.
Een tweede koloniale hervorming vond plaats in 1930. De arae-a werd afgeschaft: de emfatische medeklinkers werden gewijzigd naar ㄲ, ㄸ, ㅃ, ㅆ, ㅉ en meer eindmedeklinkers ㄷ, ㅈ, ㅌ, ㅊ, ㅍ, ㄲ, ㄳ, ㄵ, ㄾ, ㄿ, ㅄ werden toegestaan, waardoor de spelling morfofonemischer werd. De dubbele medeklinker ㅆ werd los geschreven (zonder klinker) als deze tussen zelfstandige naamwoorden voorkwam, en het nominatieve partikel -가 werd geïntroduceerd na klinkers, ter vervanging van -이.
Ju Si-yeong, de taalkundige die in 1912 de term Hangul had bedacht om de term Eonmun of Vulgair schrift te vervangen, richtte de Korean Language Research Society op (later omgedoopt tot de Hangul Society), die de spelling verder hervormde in 1933 met het Standardized System of Hangul. De belangrijkste wijziging was het zo morfofonemisch praktisch als mogelijk maken van het Koreaanse alfabet, gezien de bestaande letters. In 1940 werd een systeem voor de transliteratie van buitenlandse orthografieën gepubliceerd.
In 1938 verbood Japan de Koreaanse taal in het onderwijs als onderdeel van een beleid tot culturele assimilatie, en in 1941 werden alle Koreaanstalige publicaties verboden.

### Verdere hervormingen
De definitieve moderne Hangul-spelling werd in 1946 gepubliceerd, net na de Koreaanse onafhankelijkheid van Japan. In 1948 probeerde Noord-Korea het schrift perfect morfofonemisch te maken door nieuwe letters toe te voegen, en in 1953 probeerde Syngman Rhee in Zuid-Korea de spelling te vereenvoudigen door terug te keren naar de koloniale spelling van 1921, maar beide hervormingen werden na slechts een paar jaar teruggedraaid.
Zowel Noord-Korea als Zuid-Korea hebben het Koreaanse alfabet of het gemengde schrift als hun officiële schrift gebruikt, waarbij Hanja steeds minder werd gebruikt. Vanaf de jaren zeventig ervaarde het Hanja door overheidsingrijpen een geleidelijke daling in commercieel of onofficieel gebruik in het Zuiden, waarbij sommige Zuid-Koreaanse kranten Hanja nu alleen nog gebruiken voor afkortingen of het ondubbelzinnig maken van homoniemen. Er zijn veel debatten geweest in de Zuid-Koreaanse samenleving over de toekomst van Hanja. Noord-Korea voerde in 1949 het Koreaanse alfabet in als het uitsluitend toegestane schrift en verbood het gebruik van Hanja volledig.

### Hedendaags gebruik

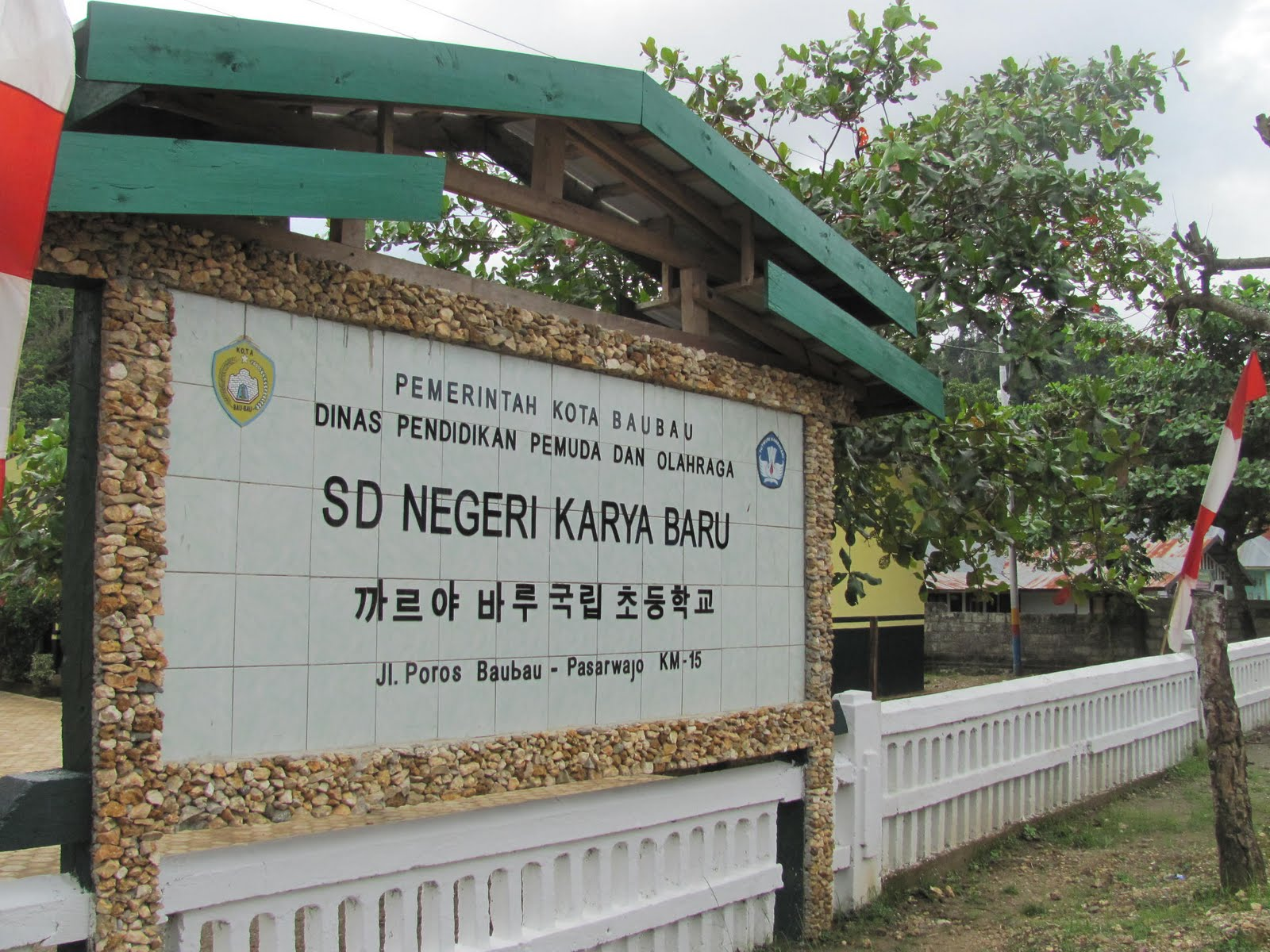
Een basisschoolteken in Baubau geschreven in het Latijnse en Hangul-alfabet.

De Hunminjeong'eum Society in Seoul probeert het gebruik van het Koreaanse alfabet te verspreiden naar ongeschreven talen van Azië. In 2009 werd het Koreaanse alfabet onofficieel geadopteerd door de stad Baubau, in Zuidoost-Sulawesi, Indonesië, voor het schrijven van de Cia-Cia-taal. Een aantal Indonesische Cia-Cia-sprekers die Seoul bezochten, genereerden veel media-aandacht in Zuid-Korea en werden bij hun aankomst begroet door Oh Se-hoon, de burgemeester van Seoul. In oktober 2012 werd bevestigd dat de pogingen om het gebruik van het Koreaanse alfabet in Indonesië te verspreiden, waren mislukt. Sommige Cia-Cia-sprekers blijven het Koreaanse alfabet thuis of co-officieel gebruiken.

## Uitspraak

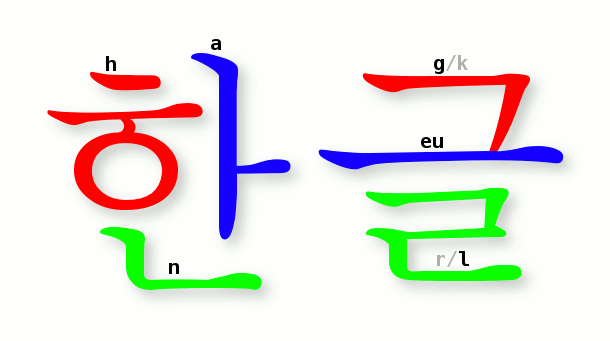
"Hangul" geschreven in het Koreaanse alfabet.

| Medeklinkers (자음 ) | Medeklinkers (자음 ) | Medeklinkers (자음 ) |
| karakter | naam                 | uitspraak |
| --- | -------------------- | --- |
| ㄱ | 기역                 | [g] zachte k-klank. Zoals de g in garçon. |
| ㄴ | 니은                 | [n] Zoals de letter n in neus |
| ㄷ | 디귿                 | [d] Zoals de d in het woord deur. Klinkt soms meer als t. |
| ㄹ | 리을                 | [l] De letter l, maar ook een (nooit rollende) r. Als de l van lief of als de r in het Engelse woord mother.                                                                               |
| ㅁ | 미음                 | [m] Zoals de m in maan. |
| ㅂ | 비읍                 | [p] Zoals de letter p. Klinkt soms als een b, vooral als beginletter van een woord. Loopt of boer.                                                                                         |
| ㅅ | 시옷                 | [s] Als de letter s. Boos. |
| ㅇ | 이응                 | [ŋ] De ng-klank. Dit is een speciaal teken. Wanneer het aan het begin van een lettergreep staat, wordt het niet uitgesproken. Aan het eind van een lettergreep als –ng, zoals in training. |
| ㅈ | 지읒                 | [dʒ] De dzj-klank. Zoals de j in het Engelse Joy. |
| De volgende medeklinkers zijn zogenaamde ‘geaspireerde’ klanken. Ze komen overeen met sommige van de vorige letters, maar bij het uitspreken ervan wordt meer lucht gebruikt. Wanneer men deze letters uitspreekt en de hand voor de mond houdt, is de adem tegen de hand te voelen. |                      | |
| karakter | naam                 | uitspraak |
| ㅊ | 치읓                 | [tʃ] De tsj-klank als in tsjonge. |
| ㅋ | 키읔                 | [k] Een hardere k-klank, zoals in kaas. |
| ㅌ | 티읕                 | [t] De t-klank zoals in tennis. |
| ㅍ | 피읖                 | [p] De p-klank zoals in politie. |
| ㅎ | 히읗                 | [h] De h-klank zoals in hallo. |
| Klinkers (모음) |                      | |
| karakter | naam                 | uitspraak |
| ㅏ | 아                   | [α] Korte a-klank: appel. |
| ㅑ | 야                   | [jα] Ja-klank: Jansen. |
| ㅓ | 어                   | [ɔ] Korte o-klank: bos. |
| ㅕ | 여                   | [jɔ] Korte jo-klank: Zoals in het Engelse woord young |
| ㅗ | 오                   | [o] Lange o-klank: boom. |
| ㅛ | 요                   | [jo] Lange joo-klank: Joost. |
| ㅜ | 우                   | [u:] De oe-klank: boer. |
| ㅠ | 유                   | [ju:] Joe-klank: joepie. |
| ㅡ | 으                   | [ə:] Korte u- of eu-klank. Lijkt een beetje op de uitspraak van freule. Met de mondhoeken uit elkaar.                                                                                      |
| ㅣ | 이                   | [i:] Ie-klank: mier. |
| ㅔ | 에                   | [e:] Eh-klank: gek. |
| ㅐ | 애                   | [e:] Eh-klank: gek. |
| ㅖ | 예                   | [je:] Jeh-klank: Lijkt op de uitspraak van het woord "shag", uitgesproken als shjehk. |
| ㅒ | 얘                   | [je:] Jeh-klank: Lijkt op de uitspraak van het woord "shag", uitgesproken als shjehk. |